# Dathí
Dathí ou Nath Í mac Fiachrae roi de Tara et Ard ri Érenn de 405 à 428 selon les dates traditionnelles des Annales des quatre maîtres. Dathi aurait succédé sur le trône de Tara à son oncle Niall Noigiallach. On estime toutefois désormais que si Niall est mort vers 450, le règne de Dathi qui n'est pas mentionné par le Baile Chuinn Chétchathaig, fut peut-être incorporé rétroactivement dans les listes d'Ard rí Érenn.

## Origine
Nath Í mac Fiachrach semble avoir régné au cours de la période trouble située juste au-delà de la mémoire personnelle de ceux qui ont mis en forme les premières sources historiques. Il est aussi connu comme Dathí mac Fiachrach. Comme il y a de bonnes preuves de l'existence de l'un de ses fils, Ailill Molt († vers 482), il existe une présomption que Nath Í existe bien lui aussi. Son père, Fiachrae Foltsnáithech mac Echach Mugmedóin, est l'ancêtre éponyme des dynasties Uí Fiachrach du Connacht, parmi lesquels les septs issus de Nath Í garde une position dominante dans le Haut Moyen Âge.

## Règne
Le règne de Nath Í est mentionné dans de nombreuses listes de roi de Tara avec le titre de Haut-Roi d'Irlande, l'ard ri Érenn, après Niall Noigiallach et avant Lóegaire mac Néill. Pourtant la plus ancienne de ces listes connus, le Baile Chuinn Chétchathaig, ne le mentionne pas. Certains chercheurs ont suggéré qu'il n'a jamais été roi de Tara, en partie parce qu'il est omis par le Baile Chuinn, mais aussi à cause des différences chronologiques dans la datation de Niall Noigiallach (qui peuvent être partiellement atténuées par la suppression du règne de Nath Í). Cependant, une grande confusion règne dans la chronologie du Ve siècle. Cette confusion est encore amplifiée par les erreurs et les idéologies des siècles suivants. Il est donc difficile de confirmer ou d'infirmer le règne de Nath Í, même si de fortes probabilités existent.  
Une grande partie de l'information relative à Nath Í se présente sous la forme de légendes. Une liste de ses batailles dit que, en plus de la lutte en Irlande, il a souvent combattu en Grande-Bretagne. Il est réputé avoir passé les Alpes et détruit une tour qui était la retraite religieuse du roi de Thrace. Ce roi prie Dieu que le règne de Nath Í soit raccourci et que Nath Í demeure sans tombe. Nath Í est ensuite tué par la foudre mais son corps est néanmoins ramené en l'Irlande par son fils et inhumé à Rathcroghan, dans le comté de Roscommon, la résidence des rois de Connacht.  
Il est très improbable que Nath Í ait poussé ses conquêtes aussi loin que les Alpes. Toutefois, il n'est pas impossible qu'il se soit battu en Bretagne. Entre le départ des troupes romaines et l'arrivée des Anglo-Saxons, les Bretons ont subi les agressions des Pictes (célèbres guerriers du nord de la Calédonie, l'écosse actuelle) et des Scots, c'est-à-dire des Irlandais. Il est possible que Nath ait été le chef de certains d'entre eux. Notons que le nom irlandais de la Grande-Bretagne (Alba) est assez ressemblant au nom irlandais des Alpes (Ealpa) et donc l'étrange histoire de sa mort peut contenir une part de vérité.  
Dans le meilleur des chroniques, les annales d'Ulster, Nath Í ne bénéficie que d'une seule entrée, incomplète qui plus est. Sous l'année 445, son nom apparaît sans autre information, ce qui est probablement censé être son obituaire. Plus tardivement, une main anonyme, semble l'avoir compris ainsi et a ajouté quelques détails sur cette mort. 
Une autre chronique [réf. nécessaire] dit que Nath Í exerçait sa souveraineté non seulement sur l'Irlande mais aussi sur le monde. Ceci est revendication excessive, même par rapport aux normes des annalistes de l'époque. Il est possible qu'à un moment donné lors de la transmission de la chronique il y ait eu confusion entre son décès et un « anno mundi », c'est-à-dire « l'année du monde», la date, et cette erreur l'ayant promu à la royauté du monde.

## Famille et descendance
Dathi contracta selon la tradition trois unions :
1) Fial ingen Echach dont :
- Eochaid Bric ancêtre des Uí Fiachrach Aidhne ;

2) Eithne ingen Conrach Cais dont :
- Fiachrae Elgach ancêtre des Uí Fiachrach Muaidhe ;

3) Ruad ingen  Airtig Uchtlethan ou Eithne fille de Conri Cas Fir Domnann (?) dont :
- Ailill Molt Ard ri Érenn (mort en 483).

## Sources
- (en) Edel Bhreathnach The kingship and landscape of Tara, Editor Four Courts Press for The Discovery Programme Dublin (2005).
- (en) Philip Irwin « Nath Í mac Fiachrach [Dathí mac Fiachrach] (supp. d. 445?) », Oxford Dictionary of National Biography, Oxford University Press, 2004.
- Annales des quatre maîtres(A.F.M) http://www.ucc.ie/celt/published/T100005A/index.html.